# 穆巴拉克普尔
穆巴拉克普尔（Mubarakpur），是印度北方邦Azamgarh县的一个城镇。总人口51080（2001年）。

## 人口
该地2001年总人口51080人，其中男性26048人，女性25032人；0—6岁人口10117人，其中男5079人，女5038人；识字率49.95%，其中男性为55.22%，女性为44.48%。